# 拉德拉赫魏爾湖

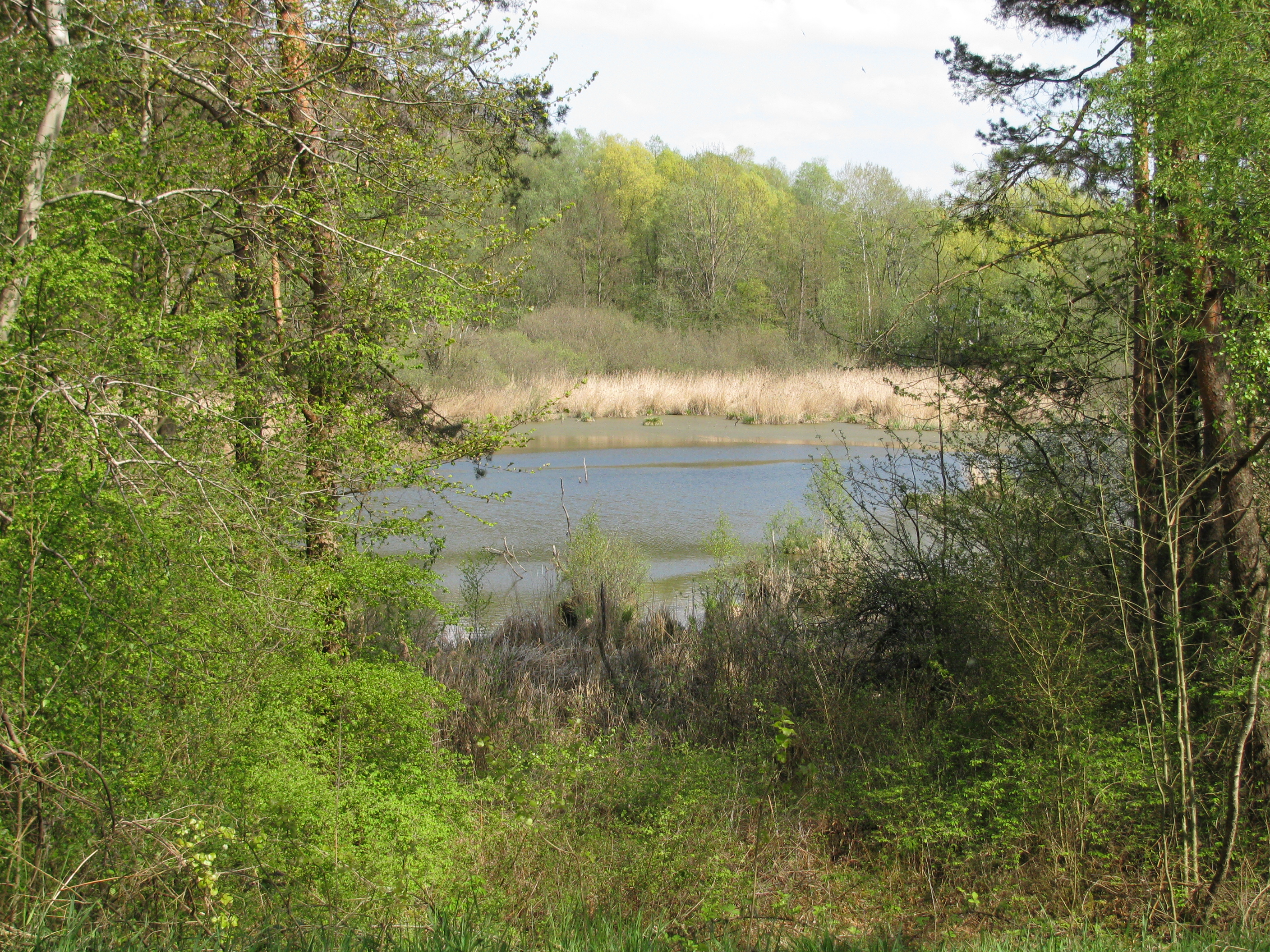

47°42′04″N 9°25′57″E / 47.700999°N 9.432540°E
拉德拉赫魏爾湖（德語：Raderacher Weiher），是德國的湖泊，位於該國西南部，由巴登-符騰堡州負責管轄，處於腓特烈港，面積0.2平方公里，海拔高度443米，平均水深1.2米，最大水深2米，水體容量2.2萬立方米。